# Hemiexarnis peperida
Hemiexarnis peperida är en fjärilsart som beskrevs av George Francis Hampson 1903. Hemiexarnis peperida ingår i släktet Hemiexarnis och familjen nattflyn. Inga underarter finns listade i Catalogue of Life.